# 克羅斯托洛河

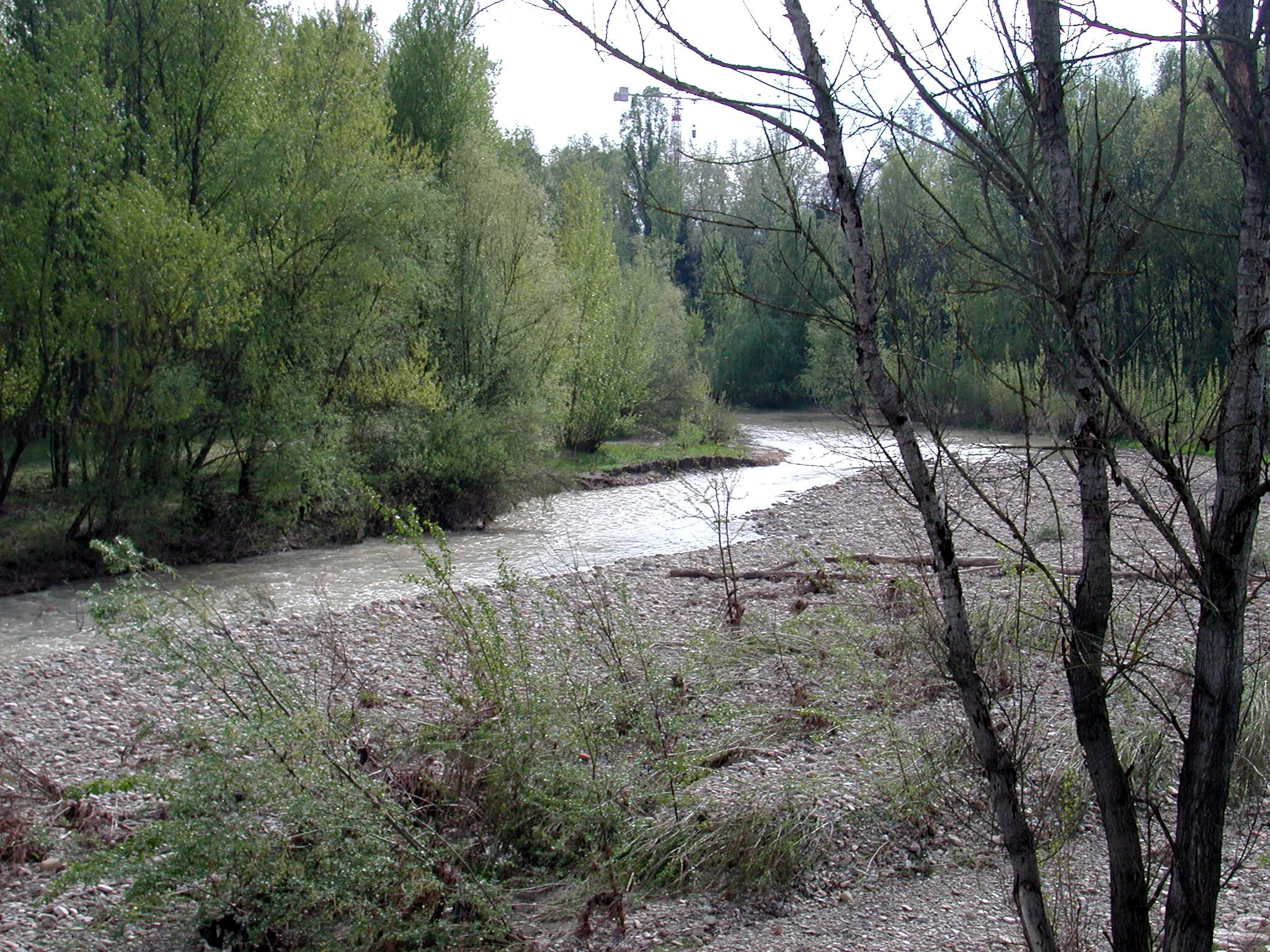

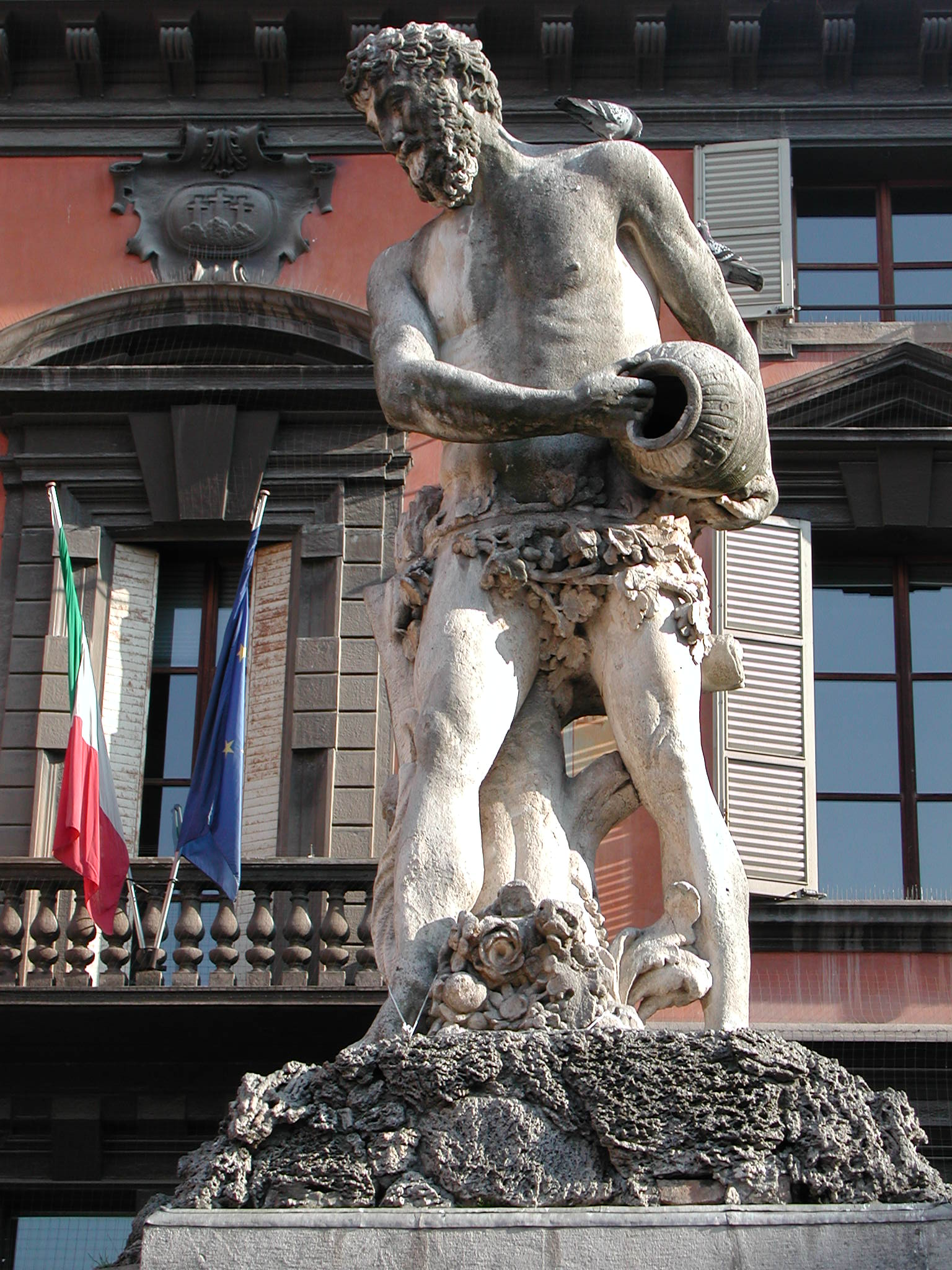

克羅斯托洛河是意大利的河流，位於該國北部，屬於波河的支流，河道全長55公里，流域面積409.7平方公里，平均流量每秒1.2立方米，發源自卡西納，河口處在瓜斯塔拉附近。